# Dino Bruni
Dino Bruni, född 13 april 1932 i Portomaggiore, är en italiensk före detta tävlingscyklist.
Bruni blev olympisk silvermedaljör i laglinjeloppet vid sommarspelen 1952 i Helsingfors.